# Alfonso und Estrella

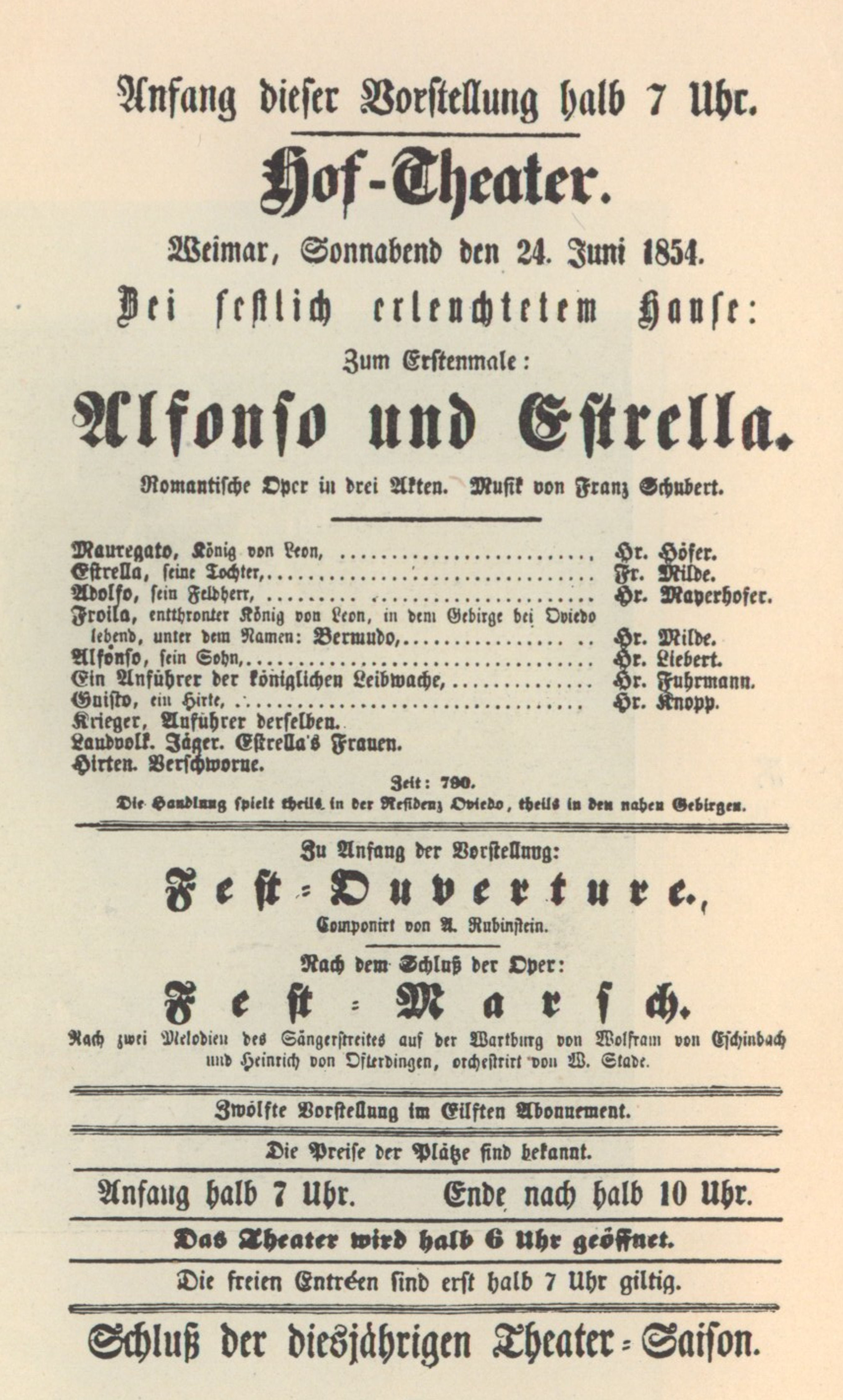
Konsertaffisch från Weimar 1854. Dirigent är Franz Liszt

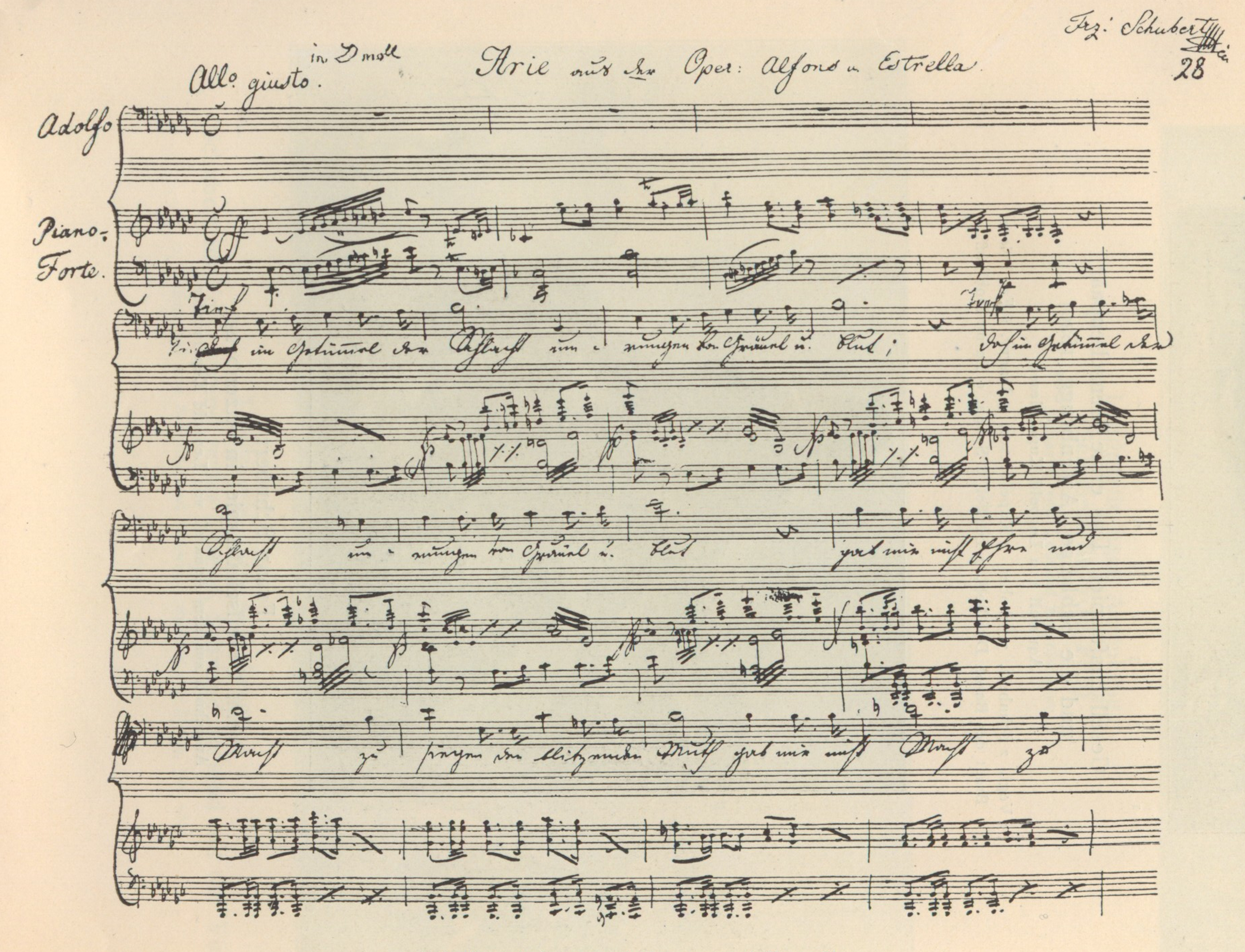
Manuskript till partituret. Adolfos aria.

Alfonso und Estrella är en stor heroisk-romantisk opera i tre akter av Franz Schubert till ett libretto av Franz von Schober. Uruppförandet ägde rum först 24 juni 1854 under musikalisk ledning av Franz Liszt på Hoftheater Weimar.

## Historia
Schubert komponerade Alfonso und Estrella under en vistelse i Sankt Pölten 1821 i sällskap med vännen Franz von Schober. Deras gemensamma vän Johann Michael Vogl ansåg von Schobers libretto vara mycket svag, och hans bristande stöd och impressarion Domenico Barbajas entusiasm för Rossini gjorde att operan inre blev antagen av Theater an der Wien. Senare rekommenderades Schubert att skicka partituret till Carl Maria von Weber i Dresden, men det blev Franz Liszt som såg till att operan uruppfördes. Då hade Schubert varit död i 26 år.

## Personer
- Kung Froila (baryton)
- Mauregato, tronkrävaren (baryton)
- Estrella, hans dotter (sopran)
- Alfonso, kung Froilas son (tenor)
- Adolfo, Mauregatos general (bas)

## Handling
Under en jakt kommer kungens dotter Estrella bort från jaktsällskapet och möter Alfonso, som är son till förre kungen Froila, avsatt av Estrellas far. De båda ungdomarna förälskar sig i varandra och Estrella avvisar en annan friare, den ondskefulle general Adolfo. I sin vrede börjar denne smida ränker, men allt slutar lyckligt så att Alfonso får sin Estrella och utropas till tronföljare.